# 배신자 (2019년 영화)
《배신자》(이탈리아어: Il traditore)는 2019년 개봉한 이탈리아의 전기 범죄 드라마 영화이다. 마르코 벨로키오가 감독과 공동각본을 맡았다. 제72회 칸 영화제(2019) 황금종려상 경쟁후보작이다.

## 출연
- 피에르프란체스코 파비노 : 토마소 역
- 아레시오 프레티코 : 스카르푸체다 역
- 마리아 페르난다 칸지두 : 크리스티나 역
- 파브리초 페르라카네 : 피포 역
- 파우스토 루소 알레시
- 루이지 로 카시오 : 토투초 역